# Alex Shelley
Patrick Kenneth Martin, meglio conosciuto con il ring name Alex Shelley (Detroit, 23 maggio 1983), è un wrestler statunitense sotto contratto con la WWE.

## Carriera

### Gli esordi (2002–2003)
Martin iniziò ad allenarsi all'inizio del 2002 con Breyer Wellington e Truth Martini. Si è poi unito alla Can-Am Wrestling School di Border City Wrestling e ha iniziato gli allenamenti con Joe E. Legend e Scott D'Amore. Martin ha debuttato nel marzo 2002 come Alex Shelley, un nome che ha creato combinando il nome di Alex, il protagonista del romanzo Arancia Meccanica, con il cognome di Pete Shelley, il cantante della band punk rock degli anni '70, i Buzzcocks. Sei mesi dopo, fu ricoverato in ospedale con una mascella in frantumi quando scivolò su un ring bagnato e colpì l'apron non imbottito. Dopo otto mesi, Shelley ha aderito alla promozione IWA Mid-South di Ian Rotten. Ha lavorato nell'IWA per sei mesi prima di unirsi alla Combat Zone Wrestling.

### Ring of Honor (2003–2006)
Shelley ha debuttato in Ring of Honor il 28 giugno 2003, a WrestleRave 2003, affrontando B.J. Whitmer, Tony Mamaluke e Jimmy Jacobs in un Four Corners Survival Match, vinto da Whitmer. È apparso sporadicamente in ROH per il resto del 2003 e all'inizio del 2004, sfidando Jimmy Jacobs e Matt Stryker.
A Generation Next il 22 maggio 2004, Shelley formò una stable, "Generation Next", con Austin Aries, Jack Evans e Roderick Strong. Durante l'evento hanno attaccato altri lottatori, sostenendo che erano "il meglio che Ring of Honor ha da offrire". Entrarono in faida con lottatori come Matt Stryker, Jimmy Rave e John Walters.
Il 17 luglio 2004, a Reborn: Completion, Shelley perse contro Doug Williams nella finale di un torneo per il vacante ROH Pure Championship. Quella stessa notte, Generation Next attaccò Ricky Steamboat durante il suo match con CM Punk, con quest'ultimo che successivamente si schierò con Steamboat. Ciò ha portato a una faida tra Generation Next e gli alleati di Ricky Steamboat (CM Punk, John Walters, Jimmy Jacobs e Ace Steel), culminato in un 8-man Tag Team Elimination Match di quarantacinque minuti al The Midnight Express Reunion il 2 ottobre, vinto dal Generation Next, con Shelley e Aries sopravvissuti. Dopo il match, Shelley ha annunciato la sua intenzione di sfidare Samoa Joe per il ROH World Championship. Aries quindi annunciò che anche lui voleva candidarsi per il titolo, entrando in conflitto con Shelley.
Il 26 dicembre 2004, a Final Battle 2004, Shelley e Strong furono sconfitti da CM Punk e Steve Corino. Dopo il match, Aries, sostenendo che Shelley stava trascorrendo più tempo in Total Nonstop Action Wrestling (TNA) di quanto fosse alla guida della Generation Next, arrivò sul ring e chiese a Shelley di dimettersi come leader. Prima che Shelley potesse dare una risposta, fu attaccato da Aries e Strong e cacciato da Generation Next, turnando face nel processo.
Shelley ha feudato con Generation Next all'inizio del 2005, sfidando senza successo Aries per il ROH World Championship a Manhattan Mayhem il 7 maggio. Il 23 luglio, Shelley avrebbe dovuto affrontare Aries e Strong, al fianco di un partner misterioso. Shelley ha speculato in un promo del backstage su chi sarebbe stato il suo partner, dicendo che potrebbe essere un nuovo lottatore a fare il suo debutto in Ring of Honor. In seguito rivelò di non aver portato qualcuno in ROH, ma di essersi unito a "The Embassy", una stable controllata da Prince Nana. Collaborando con Fast Eddie Vegas quella sera, l'Embassy vinse il primo match in una faida con Generation Next che sarebbe durata per il resto dell'anno. La faida culminò in un 8-Man Elimination Match il 3 dicembre, con Austin Aries, Roderick Strong, Jack Evans e Matt Sydal di Generation Next che sconfissero Shelley, Jimmy Rave, Abyss e Nana.
Il 14 gennaio 2006, Shelley si unì a Rave per sconfiggere il duo di Claudio Castagnoli e Azrieal. Più tardi quella sera, Nana si offrì di comprare il ROH World Championship da Bryan Danielson dopo la sua difesa titolata contro Chris Hero. Quando Danielson ha rifiutato di venderlo, è stato attaccato dall'Embassy con Shelley che si è dichiarato l'unico in grado di sconfiggere Danielson. Nello show seguente, Shelley, Rave and Abyss hanno vinto un torneo a coppie sconfiggendo Jack Evans, Matt Sydal e Jimmy Yang nelle finali, e quindi a ogni lottatore è stato concesso qualsiasi incontro che desiderassero, con Shelley e Rave che hanno annunciato entrambi di voler conquistare il ROH World Championship. Inizialmente, Shelley avrebbe dovuto affrontare Danielson per il titolo l'11 febbraio, ma una forte tempesta di neve ha colpito il Nordest degli USA e Shelley è stato informato da Total Nonstop Action Wrestling di tornare a Orlando, così da non perdere il loro pay-per-view il giorno seguente. Shelley alla fine avrebbe ottenuto il suo match titolato un mese dopo ad Arena Warfare, ma non fu in grado di sconfiggere Danielson.
Shelley avrebbe quindi lottato sporadicamente in ROH per i prossimi mesi prima di lasciare la compagnia a giugno. La sua ultima apparizione come wrestler regolare in Ring of Honor ebbe luogo il 24 giugno quando fece da manager a Jimmy Rave e Conrad Kennedy III contro i Briscoe Brothers.

### Total Nonstop Action Wrestling (2004–2012)
Nel 2011 a Destination X ha vinto un Ultimate X match contro Shannon Moore, Amazing Red e Robbie E ed ha ottenuto una title shot al titolo X Division.
Il 12 febbraio ad Against All Odds perde contro Jay Lethal.
Il 5 aprile torna sul ring con il suo compagno di team Chris Sabin come Motorcity Machine Guns e sconfigge i Mexican America.

Al termine del contratto con la Total Nonstop Action Wrestling Shelley ha lasciato la federazione.

### Parentesi in WWE (2020)
L'8 gennaio 2020 venne annunciato a sorpresa che Shelley sarebbe per una sola notte in WWE per fare coppia con il suo ex-compagno nei Time Splitters in New Japan Pro-Wrestling, Kushida, nel torneo Dusty Rhodes Tag Team Classic. Nella puntata di NXT del 15 gennaio Shelley e Kushida vennero tuttavia sconfitti dai Grizzled Young Veterans nei quarti di finale del torneo, venendo eliminati.

### WWE (2024-presente)
Nel settembre del 2024, Shelley e Chris Sabin hanno firmato un contratto con la WWE.
Il loro esordio, come Motor City Machine Guns, avviene nella puntata di SmackDown del 18 ottobre dove hanno battuto gli A-Town Down Under e i Los Garzas. Lo stesso giorno firmano ufficialmente per il roster di SmackDown. La settimana seguente prima sconfiggono i #DIY e poi, nel main event, Tanga Loa e Tama Tonga, vincendo i WWE Tag Team Championship, grazie anche l'interferenza degli Usos.

## Personaggio

### Mosse finali
- Automatic Midnight / WA4 (Over the shoulder belly to back piledriver)
- Border City Stretch (Chickenwing over the shoulder crossface)
- Frog splash
- Shellshock (Swinging reverse STO)
- Sliced Bread #2 (Shiranui, a volte in versione Spinning o Standing)
- Underarm snap STO – 2007

### Soprannomi
- "Baby Bear"
- "The Student of the Game"
- "The Next"
- "@LX"
- "Talent on Loan from God"
- "The Prodigy"
- "The Prospect"
- "The Technical Messiah"
- "The Paparazzi Machine"
- "Total Nonstop Alex"

### Manager
- Chris Sabin
- Daizee Haze
- Johnny Devine
- Kevin Nash

### Musiche d'ingresso
- Whatever Happened to My Rock 'n' Roll? dei Black Rebel Motorcycle Club
- Six Barrel Shotgun dei Black Rebel Motorcycle Club
- C'Mon C'Mon dei The Von Bondies
- Diamonds from Sierra Leone (Instrumental version) di Kanye West
- Drugs (Instrumental version) di Lil' Kim (usata come membro degli Embassy)
- Beautiful Disaster dei 311 (usata in coppia con Chris Sabin)
- The Clap degli The Unicorns (UWA)
- Paparazzi / Up Yours di Dale Oliver (TNA)
- 1967 di Dale Oliver
- Motorcity di Adam Skaggs

## Titoli e riconoscimenti
- All American Wrestling

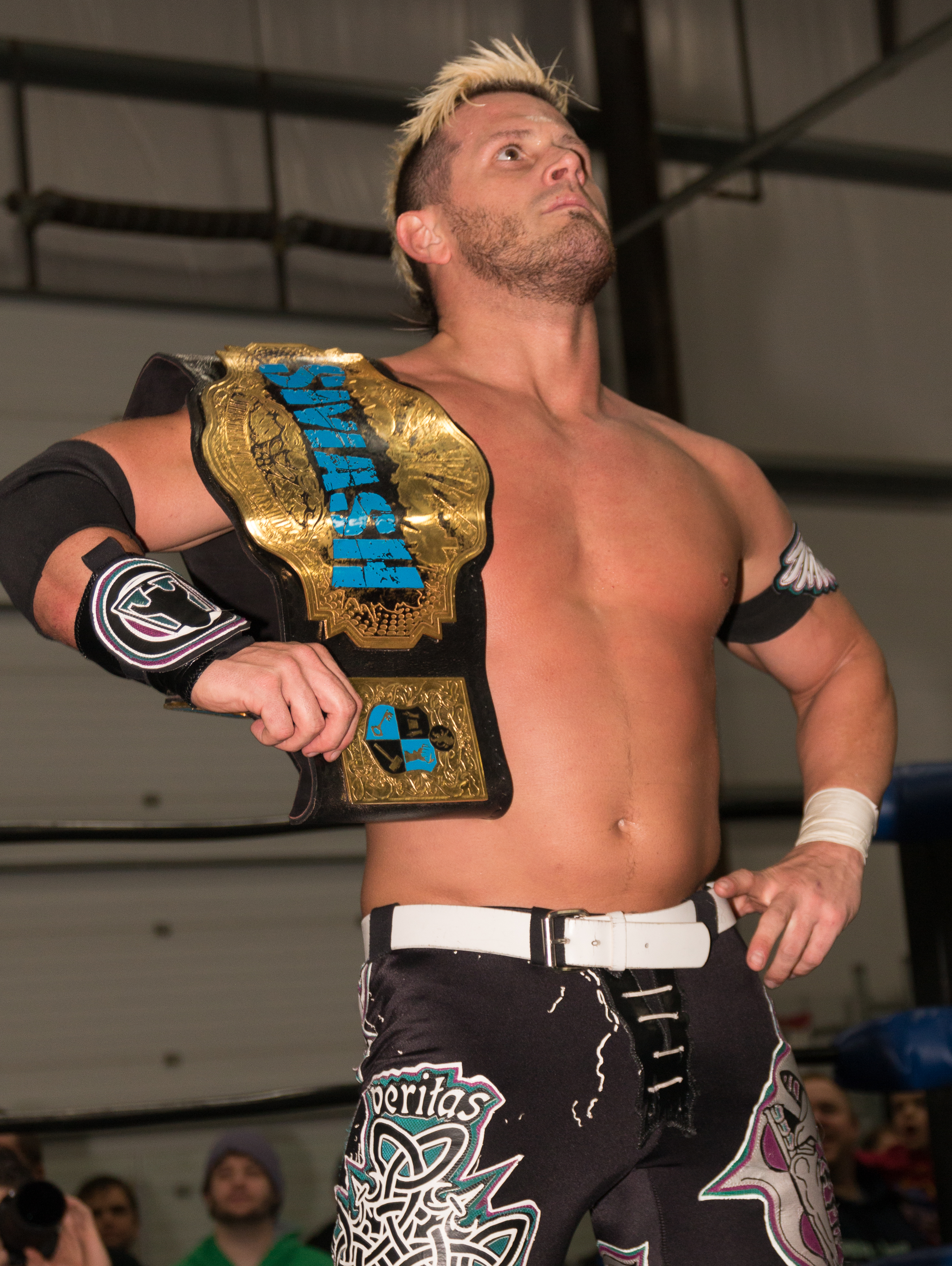
Shelley con lo Smash Wrestling Championship, titolo che ha vinto una volta

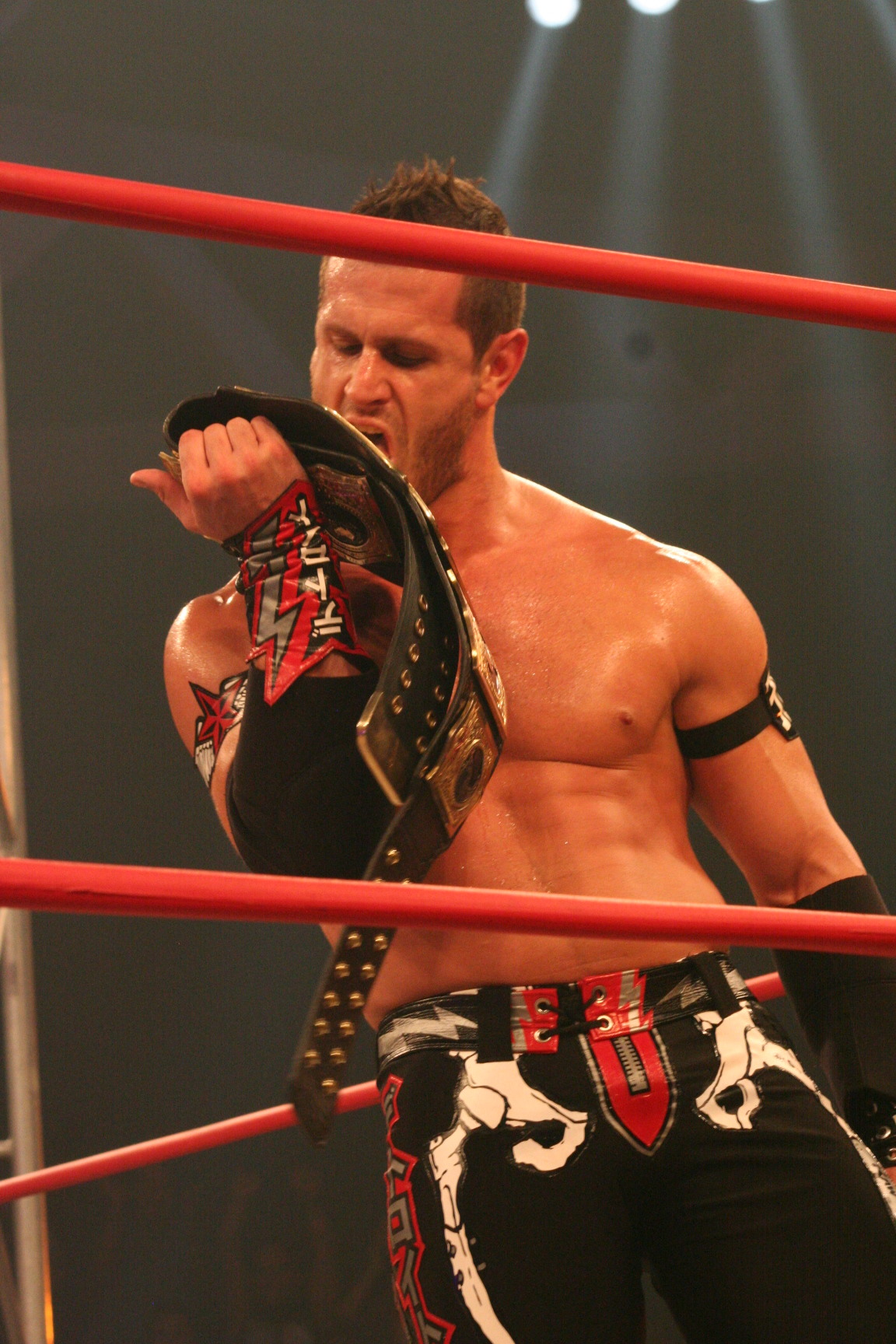
Shelley con il TNA World Tag Team Championship, titolo che ha detenuto tre volte con Chris Sabin

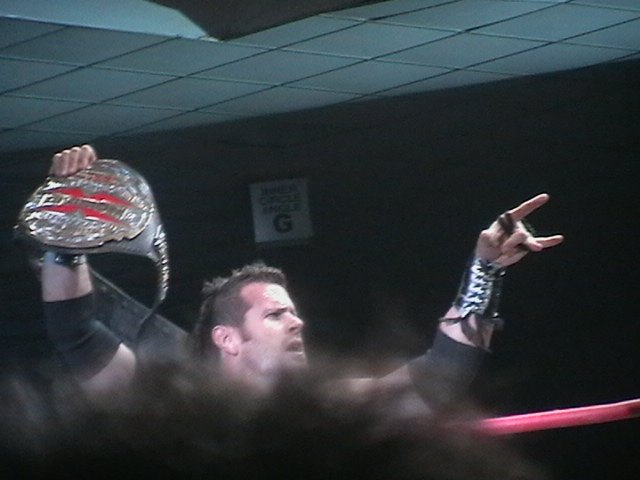
Shelley con il TNA X Division Championship, titolo che ha detenuto una volta

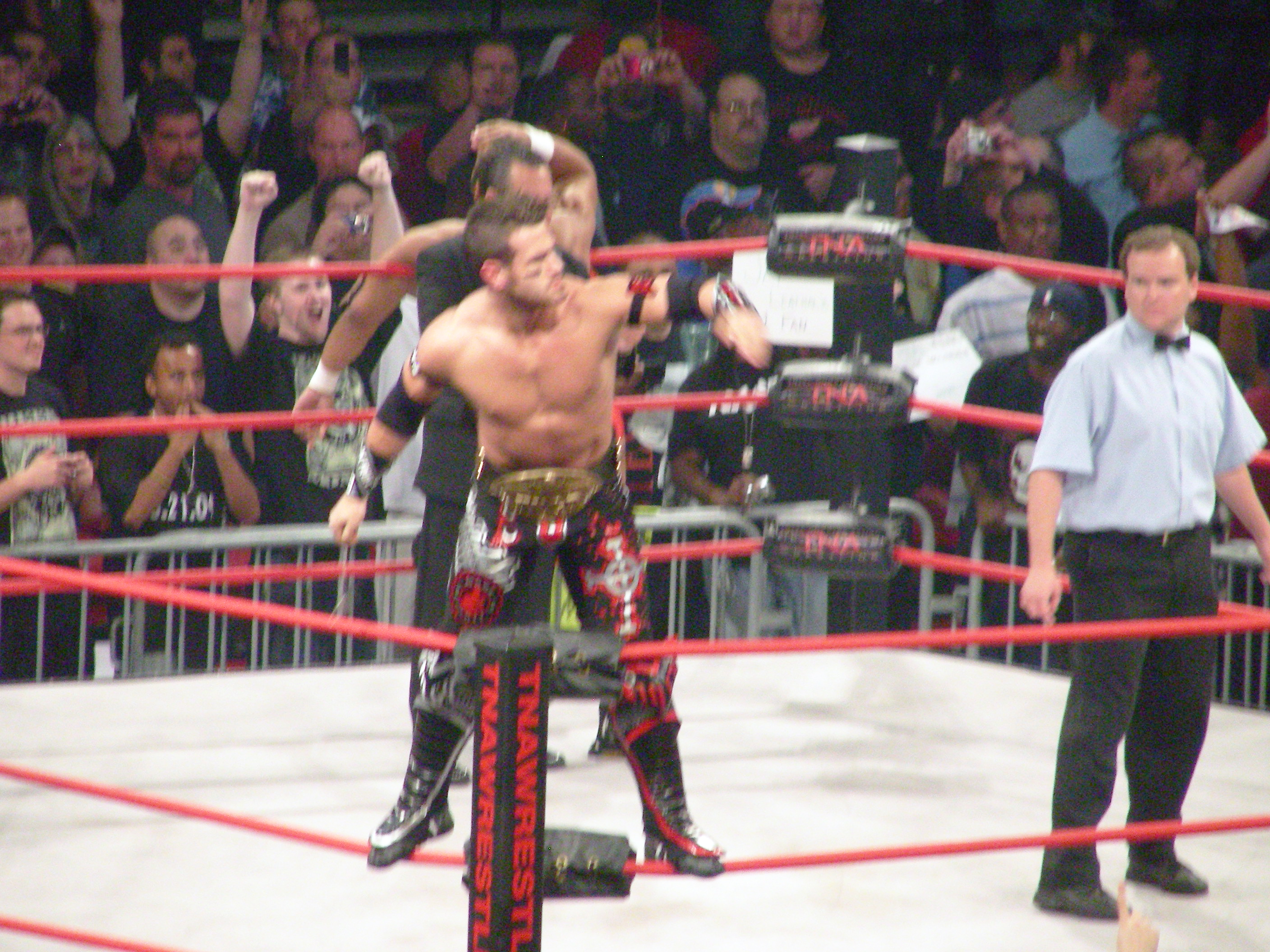
Shelley con l'IWGP Junior Heavyweight Tag Team Championship, titolo che ha detenuto tre volte una con Chris Sabin e due con Kushida

  - AAW Tag Team Championship (1) – con Chris Sabin
- The Baltimore Sun
  - Tag Team of the Year (2010) – con Chris Sabin
- Border City Wrestling
  - BCW Can-Am Television Championship (1)
- Combat Zone Wrestling
  - CZW World Junior Heavyweight Championship (1)
- Consejo Mundial de Lucha Libre
  - International Gran Prix (2008)
- Great Lakes Wrestling
  - GLW Cruiserweight Championship (1)
- Insane Wrestling Federation
  - IWF Cruiserweight Championship (1)
- Maryland Championship Wrestling
  - MCW Cruiserweight Championship (1)
- NWA Midwest
  - NWA Midwest X Division Championship (1)
- New Japan Pro-Wrestling
  - IWGP Junior Heavyweight Tag Team Championship (3) – con Chris Sabin (1) e Kushida (2)
  - Strong Openweight Tag Team Championship (1, attuale) – con Chris Sabin
  - Super Jr. Tag Tournament (2012) – con Kushida
- Ontario Championship Wrestling
  - OCW Tag Team Championship (1) – con R.C. Cross
- Pro Wrestling Illustrated
  - Tag Team of the Year (2010) con Chris Sabin
  - 32º tra i 500 migliori wrestler singoli nella PWI 500 (2009)
- Ring of Honor
  - ROH World Tag Team Championship (1) – con Chris Sabin
  - Trios Tournament (2006) – con Abyss e Jimmy Rave
- Smash Wrestling
  - Smash Wrestling Championship (1)
- Total Nonstop Action Wrestling
  - TNA World Heavyweight Championship (1)
  - TNA World Tag Team Championship (3) – con Chris Sabin
  - TNA X Division Championship (1)
  - Chris Candido Memorial Tag Team Tournament (2005) – con Sean Waltman
  - Gauntlet for the Gold (2008 – Tag Team) – con Chris Sabin
  - Paparazzi Championship Series (2007)
  - TNA X Division Championship Tournament (2009)
  - World X Cup (2006) – con Chris Sabin, Jay Lethal e Sonjay Dutt
  - Tag Team of the Year (2007) con Chris Sabin
- UWA Hardcore Wrestling
  - UWA Lightweight Championship (2)
- westside Xtreme wrestling
  - wXw World Heavyweight Championship (2)
- WWE
  - WWE Tag Team Championship (1) – con Chris Sabin
- Xtreme Intense Championship Wrestling
  - XICW Cruiserweight Championship (1)
  - XICW Midwest Heavyweight Championship (1)
  - XICW Tag Team Championship (3) – con Jaimy Coxxx